# Taleporia tesserella
Taleporia tesserella är en fjärilsart som beskrevs av Stephens 1829. Taleporia tesserella ingår i släktet Taleporia och familjen säckspinnare. Inga underarter finns listade i Catalogue of Life.